# 王友
王友（？—1414年），河南江北等處行中書省中興路（今湖北省江陵縣）人，明朝軍事將領、靖難之役人物。清遠侯。
其繼承父親燕山護衛百戶職位。靖難之役時，與朱棣起兵后攻佔南京。論功因為侯爵，但卻驕縱而改授都指揮僉事。丘福等人上議后，改封清遠伯。次年，擔任總兵率領海軍清剿倭寇。永樂四年，征討交阯，并與指揮柳琮合兵攻破籌江柵等地，斬首三萬七千人。永樂六年，晉升爲侯爵，世代鐵券。次年，再進交阯。永樂八年，與明成祖北征，督軍中軍。后因避戰而被朱棣指責，其兵權交給張輔。后回師議罪，得赦免。永樂十二年，因誹謗罪被奪爵，未幾去世。